# Piotr I (hrabia Urgell)

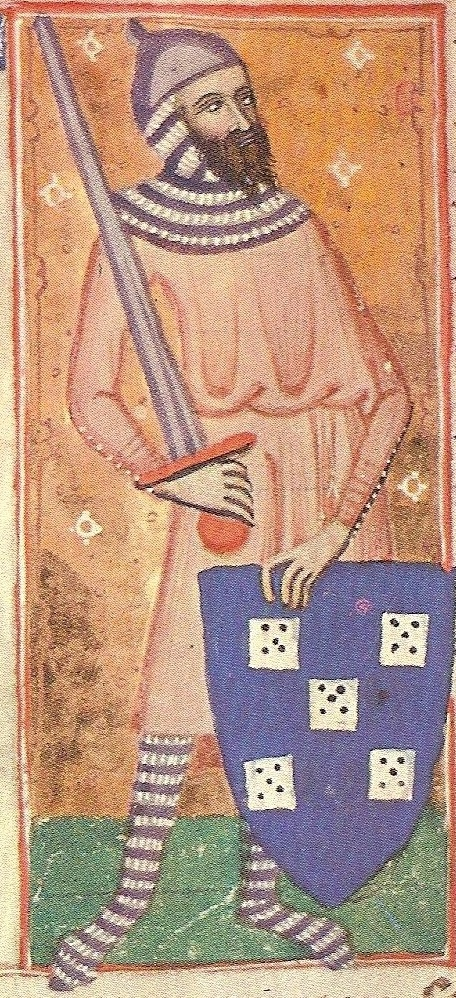
Pere de Portugal

Piotr I (port. Pedro) (ur. 23 lutego 1187  – zm. 2 czerwca 1258) - drugi syn króla Portugalii Sancha I i królowej Dulce Berenguer. Poślubił Aurembiaix, hrabinę Urgell, dzięki czemu stał się hrabią Urgell. Został także Panem Balearów. Po śmierci żony nadal używał tytułu hrabiowskiego. Przeniósł się do Leónu, gdzie mieszkał do swojej śmierci.